# Ingegerd Aschan
Ingegerd Ragnhild Valborg Aschan, född 14 februari 1917 i Stockholm, död 26 juni 2006 i Vreta klosters församling, Östergötlands län, var en svensk lärare, skådespelare och regissör. Hon var dotter till Willand Aschan och mor till Erik Aschan. 

## Biografi
Aschan blev filosofie kandidat 1944, filosofie magister 1945. Hon studerade vid Det Kongelige Teaters elevskola i Köpenhamn 1941–42 och 1946–47, genomgick regiutbildning vid Dramaten 1948–50, bedrev teaterstudier i USA 1960–61 och genomgick forskarutbildning i drama i Lund 1971–75..
Aschan var skådespelare vid Klassikerspelen i Uppsala 1945–52, teaterchef, regissör och skådespelare vid Wasa Teater i Finland 1950–51, vid Sveriges Radio, Riksteatern, Teatern Gamla Stan 1952, dramalärare 1953–82 och lärare vid Scenskolan i Malmö 1973–75. Hon var adjunkt i svenska och historia 1953–83 samt  konstnärlig ledare och regissör vid Västerås läroverksteater från 1953. 
Bland Aschans roller märks huvudrollen i Medea 1945 och 1947 samt Jeanne i Jeanne d'Arc på bålet 1950. Hon var konsulent vid Skolöverstyrelsen 1962–65, ledamot av gymnasieutredningen 1962–63 och ledamot av Västerås kulturnämnd från 1962.

## Teater

### Roller (ej komplett)
| År   | Roll  | Produktion                                        | Regi             | Teater               |
| ---- | ----- | ------------------------------------------------- | ---------------- | -------------------- |
| 1953 | Clara | Drottningens juvelsmycke Carl Jonas Love Almqvist | Bengt Lagerkvist | Teatern i Gamla stan |

### Regi (ej komplett)
| År   | Produktion                                                 | Upphovsmän                        | Teater                   |
| ---- | ---------------------------------------------------------- | --------------------------------- | ------------------------ |
| 1950 | Den lilla hovkonserten Das kleine Hofkonzert               | Toni Impekoven och Paul Verhoeven | Wasa Teater              |
| 1950 | Tre ska man vara Tre må man være                           | Jens Locher                       | Wasa Teater              |
| 1963 | Biedermann och pyromanerna Biedermann und die Brandstifter | Max Frisch                        | Västerås läroverksteater |

## Radioteater

### Regi
| År   | Produktion | Upphovsmän           |
| ---- | ---------- | -------------------- |
| 1951 | Luftombyte | Solveig von Schoultz |